# Episodi di Cory alla Casa Bianca (prima stagione)
La prima stagione della serie televisiva Cory alla Casa Bianca è andata in onda negli Stati Uniti dal 12 gennaio al 21 settembre 2007 su Disney Channel. In Italia la stagione è andata in onda su Disney Channel dal 16 maggio 2007. In chiaro la stagione è stata trasmessa dal 7 dicembre 2009 all'11 gennaio 2010 tutti i giorni feriali alle 17.10, ad eccezione dell'ultimo episodio che è stato trasmesso alle 16.55.
| nº | Titolo originale                   | Titolo italiano                       | Prima TV USA      | Prima TV Italia   |
| -- | ---------------------------------- | ------------------------------------- | ----------------- | ----------------- |
| 1  | The New Kid in School              | Il ragazzo nuovo                      | 12 gennaio 2007   | 16 maggio 2007    |
| 2  | Ain't Miss Bahavian                | Non come in Bahavia                   | 19 gennaio 2007   | 23 maggio 2007    |
| 3  | Everybody Loves Meena              | Tutti pazzi per Meena                 | 26 gennaio 2007   | 30 maggio 2007    |
| 4  | We Built This Kitty on Rock N Roll | I gattini del rock and roll           | 2 febbraio 2007   | 6 giugno 2007     |
| 5  | Rock the Vote                      | Le elezioni                           | 9 febbraio 2007   | 13 giugno 2007    |
| 6  | Nappers' Delight                   | A sciare con Meena                    | 16 febbraio 2007  | 20 giugno 2007    |
| 7  | Smells Like School Spirit          | Spirito scolastico                    | 23 febbraio 2007  | 27 giugno 2007    |
| 8  | Just Desserts                      | Una bomba di dessert                  | 2 marzo 2007      | 4 luglio 2007     |
| 9  | Bahavian Idol                      | Idoli bahaviani                       | 9 marzo 2007      | 11 luglio 2007    |
| 10 | Beat the Press                     | Vinci la stampa                       | 23 marzo 2007     | 18 luglio 2007    |
| 11 | Mall of Confusion                  | Buon anniversario, signor presidente! | 13 aprile 2007    | 25 luglio 2007    |
| 12 | Get Smarter                        | Diventare intelligenti                | 11 maggio 2007    | 1º agosto 2007    |
| 13 | And the Weenie Is...               | È arrivato lo spremitore              | 18 maggio 2007    | 8 agosto 2007     |
| 14 | No, No, Nanoosh                    | No, no, Nanoosh                       | 16 giugno 2007    | 15 agosto 2007    |
| 15 | Air Force One Too Many             | Air Force One più Alaska              | 30 giugno 2007    | 22 agosto 2007    |
| 16 | That's So in the House             | Raven alla Casa Bianca                | 8 luglio 2007     | 29 agosto 2007    |
| 17 | Gone Wishin'                       | Cory, Presidente degli Stati Uniti    | 13 agosto 2007    | 5 settembre 2007  |
| 18 | I Ain't Got No Rhythm              | Operazione pigiama party!             | 29 luglio 2007    | 12 settembre 2007 |
| 19 | The Kung Fu Kats Kid               | Il segreto di Cory                    | 4 agosto 2007     | 19 settembre 2007 |
| 20 | A Rat by Any Other Name            | Il ritorno di Lionel                  | 11 agosto 2007    | 26 settembre 2007 |
| 21 | Never the Dwayne Shall Meet        | Un ospite speciale                    | 21 settembre 2007 | 3 ottobre 2007    |

## Il ragazzo nuovo
- Titolo originale: The New Kid in School
- Diretto da: Rich Correll
- Scritto da: Dennis Rinsler e Marc Warren

### Trama
Cory e suo padre Victor Baxter si trasferiscono alla Casa Bianca. Inizia così una nuova vita per i due personaggi: il primo dovrà fare i conti con la pestifera figlia del Presidente, Sophie (soprannominata l'Angelo dell'America) mentre il secondo dovrà vedersela con Samantha Samuels.

## Non come in Bahavia
- Titolo originale: Ain't Miss Bahavian
- Diretto da: Rich Correll
- Scritto da: Marc Warren

### Trama
Il padre di Meena scopre che la ragazza le ha mentito riguardo alla sua visita alla biblioteca poiché vede sua figlia a casa di Newt con Cory che canta una canzone rock. Così va su tutte le furie e le proibisce severamente di non incontrarli più, ma Cory si fa venire in mente un piano per dimostrargli che rispetta la sua cultura...

## Tutti pazzi per Meena
- Titolo originale: Everybody Loves Meena
- Diretto da: Rich Correll
- Scritto da: Michael Carrington

### Trama
Cory sbircia sul diario di Meena e trova scritto "Meena ama C.B.". Credendo che C.B. volesse dire Cory Baxter è più che felice, ma capendo che C.B. vuol dire Craig Berkowitz, suggerisce a Meena di farsi vedere con lui in un locale che Craig frequenta, facendolo ingelosire. Ma adesso, Jason Stickler è convinto che Meena e Cory stiano insieme....

## I gattini del rock and roll
- Titolo originale: We Built This Kitty on Rock N Roll
- Diretto da: David Kendall
- Scritto da: Theresa Akana e Stacee Comage

### Trama
Cory trova il modo per far conoscere la band: partecipare al concorso dei talenti sulla rete televisiva del Presidente ma possono esibirsi solo se Sophie farà parte del gruppo, ma lei vuole cantare una canzone ridicola con dei costumi da gattini.

## Le elezioni
- Titolo originale: Rock the Vote
- Diretto da: Richard Correll
- Scritto da: Edward C. Evans

### Trama
Quando i genitori di Newt costringono il figlio a presentarsi alle elezioni scolastiche malgrado egli non voglia, Cory cerca di aiutarlo facendolo apparire in modo pessimo. Il risultato è però l'opposto di ciò che Cory pensava, così cerca di farsi votare per evitare l'elezione di Newt entrando nella gabbia di un orso finto, che però risulta essere quello vero.

## A sciare con Meena
- Titolo originale: Nappers' Delight
- Diretto da: Eric Dean Seaton
- Scritto da: Michael Feldman

### Trama
Cory vuole andare a sciare con Meena in Sud America, ma ha bisogno di soldi. Così, organizza un tour della Casa Bianca con Sophie protagonista.

## Spirito scolastico
- Titolo originale: Smells Like School Spirit
- Diretto da: Eric Dean Seaton
- Scritto da: Josh Silverstein

### Trama
Candy si prende una cotta per Cory e vuole farlo entrare nella sua squadra di majorette. Chiede consiglio a Meena e lei le dice che Cory sarebbe entusiasta di uscire con lei. Cory, credendo che fosse Meena a chiedergli di uscire, accetta, ma lo sbaglio si rivela un'occasione per fare ingelosire Meena.

## Una bomba di dessert
- Titolo originale: Just Desserts
- Diretto da: Eric Dean Seaton
- Scritto da: Dennis Rinsler

### Trama
Il Presidente Martinez se ne va per affari e il comando va a Samantha, che deve organizzare una cena per persone stressate. In occasione della cena, Samantha vieta a Cory di fare qualunque cosa di sbagliato, ma lui, avendo il dessert giusto(un dolce bahaviano) per la cena, finge di farseli fornire da una fabbrica, ma c'è qualcosa che non va nei dolci..

## Idoli bahaviani
- Titolo originale: Bahavian Idol
- Diretto da: Rich Correll
- Scritto da: Marc Warren

### Trama
I DC3 sono ingaggiati nel bar Liberry come cantanti e Cory, per festeggiare, regala a Meena una morchaka, senza sapere che in realtà è un porta sfortuna. Meena si convince di essere perseguitata da una maledizione e non vuole più cantare la sera del debutto davanti a suo padre.

## Vinci la stampa
- Titolo originale: Beat the Press
- Diretto da: Eric Dean Seaton
- Scritto da: Dennis Rinsler

### Trama
Cory consiglia al Presidente un rimedio contro il mal di gola, ma quando una reporter lo intervista a scuola le dice che spesso lui e il Presidente si scambiano consigli, crede che sia Cory a prendere le decisioni al suo posto e lui deve fermarla prima dello scoop.

## Buon anniversario, signor presidente!
- Titolo originale: Mall of Confusion
- Diretto da: Danny Warren
- Scritto da: Josh Lynn

### Trama
Quando Cory e il Presidente, sotto travestimento, vanno al centro commerciale per comprare un regalo alla moglie, Newt per sbaglio spruzza su di sé e sul Presidente uno spray di Jason Stickler che cancella la memoria, così il Presidente crede di essere Burt, un lavoratore al "Formaggio in una coppa".

## Diventare intelligenti
- Titolo originale: Get Smarter
- Diretto da: Rondell Sheridan
- Scritto da: Sarah J. Cunningham e Suzie V. Freeman

### Trama
Nella scuola di Cory arriva una nuova studentessa intelligentissima e Newt si prende una cotta per lei. Quando lei lo invita al Liberry, lui non sa come comportarsi con una ragazza così intelligente e si fa aiutare da un microchip di Jason Stickler, tramite il quale gli altri suggeriscono cosa dire.

## È arrivato lo spremitore
- Titolo originale: And the Weenie Is...
- Diretto da: Roger S. Christiansen
- Scritto da: Michael Feldman

### Trama
I DC3 organizzano un concerto a scuola, ma lo Spremitore, il vecchio nemico di Cory, arriva a Washington nella stessa scuola di Cory, e lui cerca di tenerlo il più lontano possibile dal concerto, ma così lo Spremitore si convince che gli stanno organizzando una festa di compleanno a sorpresa.

## No, no, Nanoosh
- Titolo originale: No, No, Nanoosh
- Diretto da: Richard Correll
- Scritto da: Al Sonja L. Schmidt

### Trama
Meena partecipa a un concorso per vincere un incontro e un bacio con Nanoosh, la sua star preferita, e quando vince, Cory, con l'aiuto di Newt, cerca di impedire il bacio, fingendosi musicisti bahaviani, e dichiararsi a Meena. Ma lei scopre che Nanoosh ha solo detto il suo nome per un contratto discografico con il padre, e che quindi non ha vinto lei. Cory, sul punto di dichiararsi, scopre però che per Meena loro due sono solo amici, e capisce che è meglio così.

## Air Force One più Alaska
- Titolo originale: Air Force One Too Many
- Diretto da: Eric Dean Seaton
- Scritto da: Marc Warren e Dennis Rinsler

### Trama
Cory si prova il cappotto del Presidente e prima che lo scopra, in fretta e furia, infila per sbaglio il contratto in cui cede l'Alaska ai russi. Ma il Presidente regala il cappotto al Primo Ministro della Russia e Cory deve sfilarglielo via prima che se ne accorga.

## Raven alla Casa Bianca
- Titolo originale: That's So in the House
- Diretto da:
- Scritto da: Dennis Rinsler e Marc Warren

### Trama
Il Presidente vuole modernizzare le uniformi della Casa Bianca, che ha trovato un po' vecchio stile. Cory pensa immediatamente alla sorella Raven, la regina della moda, e si fa dare una mano da lei.

## Cory, Presidente degli Stati Uniti
- Titolo originale: Gone Wishin'
- Diretto da: Rondell Sheridan
- Scritto da: Dennis Rinsler e Marc Warren

### Trama
Vedendo una stella cadente, Cory, desidera di essere il presidente per un giorno..

## Operazione pigiama party!
- Titolo originale: I Ain't Got No Rhythm
- Diretto da: Richard Correll
- Scritto da: Marc Warren e Dennis Rinsler

### Trama
Per fare colpo sul discografico Vins Valentino e migliorare la loro musica, Cory, Newt e Meena decidono di assumere un pianista. Il migliore che trovano è Jason Stickler, che regala un braccialetto che disattiva il ritmo, per cacciare via Cory, che ormai non riesce a ritrovare il ritmo con la batteria, e prendere il comando della band.

## Il segreto di Cory
- Titolo originale: The Kung Fu Kats Kid
- Scritto da: Dennis Rinsler e Marc Warren
- Diretto da: Rondell Sheridan

### Trama
Cory aveva promesso a Sophie che avrebbe giocato con lei, ma non mantiene la promessa e lei, per dargli una lezione, registra con la webcam un filmato di Cory che fa il pazzo mentre guarda i Kung Fu Kats e dice di farlo vedere ai suoi amici se non farà tutto ciò che lei vuole.

## Il ritorno di Lionel
- Titolo originale: A Rat by Any Other Name
- Scritto da: Marc Warren
- Diretto da: Marc Warren e Dennis Rinsler

### Trama
Lionel, il topo di Cory, torna alla Casa Bianca, ma ai suoi amici non piace il fatto che Cory possieda un topo, così lo regala a Sophie, ma si accorge di aver fatto uno sbaglio.

## Un ospite speciale
- Titolo originale: Never the Dwayne Shall Meet
- Scritto da: Marc Warren e Dennis Rinsler
- Diretto da: Rondell Sheridan

### Trama
Il Presidente decide di invitare alla Casa Bianca "The Rock": Cory decide così, per impressionare il suo idolo, di inventare una macchina per fare allenamento. A causa di un "incidente" Cory, Newt e Meena rimangono intrappolati in uno sgabuzzino. Prima di poter capire come uscire, anche il Presidente, Victor e Samantha rimangono intrappolati lì dentro. Nel frattempo, nessuno verrà a al tè party di Sophie a causa dell'arrivo di The Rock. Alla fine le cose si aggiustano e tutti vanno a festeggiare al tè party di Sophie!